# Đỗ Đức Pháp
Đỗ Đức Pháp (1941–2019) là một sĩ quan cấp cao trong Quân đội nhân dân Việt Nam, hàm Thiếu tướng, nguyên Chủ nhiệm Tổng cục Kỹ thuật (2002–2006).

## Thân thế sự nghiệp
Đỗ Đức Pháp sinh năm 1941 tại xã Phổ Nhơn, huyện Đức Phổ, tỉnh Quảng Ngãi.
Tháng 8 năm 1965, ông là Học viên Học viện Pháo binh, Trung Quốc.
Tháng 9 năm 1968, ông giữ chức Trợ lý Kỹ thuật đạn, Cục Quân khí, Tổng cục Kỹ thuật.
Tháng 6 năm 1976, ông lần lượt giữ các chức vụː Phó chủ nhiệm Kho K858, K865, Cục Quân khí, Tổng cục Kỹ thuật
Tháng 9 năm 1979, ông theo học tại Trường Nguyễn Ái Quốc Trung ương II.
Tháng 10 năm 1981, ông được bổ nhiệm giữ chức Phó trưởng phòng Đạn, Cục Đạn dược, Tổng cục Kỹ thuật.
Tháng 11 năm 1983, ông được bổ nhiệm giữ chức Quyền Chủ nhiệm Tổng kho 762, Cục Đạn dược, Tổng cục Kỹ thuật.
Tháng 12 năm 1984, ông được bổ nhiệm giữ chức Phó Trưởng phòng Tham mưu, Cục Vũ khí đạn, Bộ Quốc phòng.
Tháng 12 năm 1989, ông được bổ nhiệm giữ chức Cục trưởng Cục Vũ khí đạn, Bộ Quốc phòng.
Tháng 10 năm 1994, ông được bổ nhiệm giữ chức Phó Chủ nhiệm Tổng cục Kỹ thuật
Tháng 2 năm 2002, ông được bổ nhiệm giữ chức Chủ nhiệm Tổng cục Kỹ thuật
Tháng 1 năm 2006, ông nghỉ chờ hưu.
Ngày 6 tháng 8 năm 2019, ông từ trần tại Bệnh viện Trung ương Quân đội 108.
Thiếu tướng (11.1999)

## Khen thưởng
- Huân chương Chiến công hạng Nhất;
- Huân chương Kháng chiến chống Mỹ, cứu nước hạng Nhất;
- Huân chương Chiến sĩ vẻ vang hạng Nhất, Nhì, Ba;
- Huân chương Itsala của Nhà nước CHDCND Lào tặng;
- Huy chương Quân kỳ Quyết thắng;

Huy hiệu 45 năm tuổi Đảng.